# Ел Оасис, Фраксионамијенто Ломас дел Паломар (Артеага)
Ел Оасис, Фраксионамијенто Ломас дел Паломар (шп. El Oasis, Fraccionamiento Lomas del Palomar) насеље је у Мексику у савезној држави Коавила у општини Артеага. Насеље се налази на надморској висини од 1668 м.

## Становништво
Према подацима из 2010. године у насељу је живело 11 становника.

### Хронологија
| Година       | 2010 |
| ------------ | ---- |
| Становништво | 11   |

### Попис
| # | Индикатор                     | Вредност |
| - | ----------------------------- | -------- |
| 1 | Укупно домаћинстава           | 21       |
| 2 | Укупно насељених домаћинстава | 2        |
| 3 | Величина локације             | 1        |